# Comuna Suhovolea, Volodarsk-Volînskîi
Suhovolea (în ucraineană Суховільська сільська рада) este o comună în raionul Volodarsk-Volînskîi, regiunea Jîtomîr, Ucraina, formată din satele Dibrivka, Kruk, Mareanivka și Suhovolea (reședința).

## Demografie
Componența lingvistică a satului Suhovolea
     Ucraineană (98,96%)
     Alte limbi (0,86%)
Conform recensământului din 2001, majoritatea populației satului Suhovolea era vorbitoare de ucraineană (98,96%), existând în minoritate și vorbitori de alte limbi.